# Lozva
A Lozva (oroszul: Лозьва) folyó Nyugat-Szibériában, Oroszország Szverdlovszki területén. Az Ob vízrendszeréhez tartozik, a Lozva és a Szoszva egyesülésével keletkezik a Tavda, a Tobol bal oldali mellékfolyója.

## Földrajz
Hossza: 637 km vízgyűjtő területe: 17 800 km², évi közepes vízhozama: 70 m³/sec (a torkolattól 187 km-re).
Az Északi-Urál keleti lejtőin, a Szverdlovszki terület északi határa közelében ered. Kezdetben kelet felé, felső szakaszán festői, sziklás partok között folyik. Középső és alsó szakaszán déli, délkeleti irányban halad, a Nyugat-szibériai-alföld mocsaras nyugati peremén.
Főleg hóolvadékból táplálkozik. Októberben, november elején befagy, április végéig – május elejéig jég borítja.
Jelentősebb mellékfolyói: balról a Popil, jobbról az Ivgyel. Az Ivgyel torkolatáig, 328 km-en át hajózható. Partjain város nincs, csak kisebb települések találhatók.